# Agustín de Lancaster y Araciel
Agustín de Lancaster y Araciel   (Barcelona, 8 de setembre de 1730 - Madrid, 5 d'abril de 1800) fou un noble i militar castellà, capità general de Catalunya i capità general de Mallorca a finals del segle xviii.
Va ingressar a l'Exèrcit en 1743, participà en el setge de Gibraltar (1779-1783) com a brigadier de cavalleria i fou ascendit a mariscal de camp en 1789. Fou comandant general d'artilleria a la Guerra Gran i en 1793 fou ascendit a tinent general. Fou nomenat cavaller del Reial i Distingit Orde Espanyol de Carles III, en maig de 1796 fou nomenat capità general de Mallorca però simultàniament fou nomenat Capità general de Catalunya entre els anys 1797 i 1799. Durant el seu mandat va organitzar rifes i balls de disfresses per recaptar diners amb finalitats benèfiques. En 1798 se li va concedir el títol de duc de Lancaster.